# Konzert für Klavier und Orchester a-Moll (Clara Schumann)
Das Konzert für Klavier und Orchester a-Moll op. 7 ist ein romantisches Klavierkonzert von Clara Schumann. Es ist ihr einziges Werk mit Orchester, das erhalten ist.

## Hintergrund
Erste Skizzen für das Werk entstanden bereits 1832, als Clara (damals noch Clara Wieck) erst 13 Jahre alt war. Zuerst entstand der dritte Satz in Form eines einsätzigen Konzertstücks. Ihr späterer Ehemann Robert Schumann unterstützte sie bei der Orchestrierung und übergab sie ihr von ihm ausgearbeitet am 24. Februar 1834. Sie führte das Stück mehrfach in Konzerten auf. Ab Juni 1834 entstanden die beiden anderen Sätze, die sie eigenständig instrumentierte. Am 1. September 1835 teilte sie Schumann mit, dass sie das Konzert beendet habe.
Bei der Uraufführung am 9. November 1835 unter der Leitung von Felix Mendelssohn Bartholdy im Leipziger Gewandhaus spielte die Komponistin den Solopart am Klavier. Nach einer Überarbeitung wurde dieses Konzert als „Premier Concert pour le Piano-Forte avec accompagnement d’Orchestre“ bei dem deutschen Verleger Friedrich Hofmeister in Leipzig am 27. Januar 1837 verlegt.
Neben dem Klavier sind je zwei Flöten, Oboen, Klarinetten, Fagotte, Hörner, Trompeten sowie eine Posaune, Pauken und Streicher Teil der Orchesterbesetzung.

## Werkbeschreibung
Formal gesehen entsprechen die einzelnen Sätze den Strukturen wie der Sonatenhauptsatzform (Satz 1) oder einem Rondo (Satz 3) nicht vollständig. Das Klavier dominiert während des gesamten Werkes. So spielt das Klavier im zweiten Satz in den ersten 38 Takten komplett allein. Auch im ersten Satz ist die typische Dialogform zwischen Solostimme und Orchester nicht wirklich vorhanden.

### Erster Satz: Allegro maestoso
Der erste Satz steht im 4/4-Takt; als Metronomangabe gibt Clara Schumann 116 Schläge die Minute vor. Bis Takt 16 führt das Orchester das Thema ein. Für fünf Takte tritt das Klavier mit oktavierten Läufen ab Takt 17 in Erscheinung. In Takt 31 beginnt das Klavier mit dem Übergang und stellt ab Takt 37 das Thema vor. Erst in Takt 77 tritt das Orchester mehr in den Vordergrund. Ab Takt 87 spielt das Klavier fünf Takte ohne Begleitung. Hierbei moduliert Schumann nach As-Dur. Mit der Zeit steigt das Orchester erneut zum gleichgestellten Partner auf. Nach den Takten 107 und 108, in denen Schumann keine Vorzeichen notiert, verwendet sie ab Takt 109 die Dominante E-Dur. Durch Läufe stellt der Pianist sein Können unter Beweis. Ab Takt 130 spielt das Orchester bis Takt 145 komplett alleine. In Takt 146 beginnt das Klavier alleine die Überleitung in den zweiten Satz. Der zweite Satz soll sofort folgen, sodass so wenig Zeit wie möglich zwischen den Sätzen vergeht.

### Zweiter Satz: Romanze. Andante non troppo con grazia
Auch der zweite Satz steht im 4/4-Takt; als Metronomangabe gibt die Komponistin 80 Schläge die Minute vor. Dieser Satz steht, wie schon im Satz zuvor tonal angedeutet, in As-Dur. Ab Takt 38 wird das Klavier lediglich von einem Cello begleitet. Die Takte 24 bis 36 sind in E-Dur notiert. Das Cello übernimmt hierbei streckenweise das Thema. Die Takte 62 bis 66, begleitet von Pauken anstelle des Cellos, leitet das Klavier auf den finalen Satz nahtlos ein. Diesen Satz spielen nur zwei Instrumentalisten (Pianist und Cellist).

### Dritter Satz: Finale. Allegro non troppo
Der Satz steht im 3/4-Takt. Nach einer Orchestereinleitung über vier Takte spielt das Klavier solo. Erst ab Takt 18 tritt das Orchester als Begleitung wieder hinzu, und in Takt 24 setzt das Klavier für kurze Zeit aus. Das Klavier ist fast die gesamte Zeit dominierend, so dass kein wirklicher Dialogcharakter vorhanden ist. Ab Takt 96 steht dieser Satz in A-Dur. Schließlich beginnt Clara Schumann in Takt 147 erneut zu modulieren, verwendet ab Takt 161 F-Dur und wechselt dann über d-Moll und E-Dur ab Takt 201 in a-Moll. Die drei Takte zuvor pausiert das Klavier. Die Takte 244 bis 289 stehen in e-Moll. Nach dem Wechsel in die Grundtonart verwendet Schumann bis zum Schluss einen 2/4-Takt. Klavier und Orchester enden in Takt 356 unisono. Dieser Satz ist als Rondo konzipiert. Da die einzelnen Abschnitte aber kaum kontrastieren, könnte er auch als Variationssatz gesehen werden.